# Ahlem-Badenstedt-Davenstedt
Ahlem-Badenstedt-Davenstedt is een stadsdistrict in het westen van de stad Hannover, de hoofdstad van de deelstaat Nedersaksen in Duitsland.

Situering van Ahlem-Badenstedt-Davenstedt in de stad Hannover

## Samenstelling, bevolking, bestuur

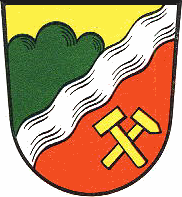
Wapen van Ahlem

Het stadsdistrict bestaat uit 3 stadsdelen, oorspronkelijk dorpen. Dit zijn, van noord naar zuid: Ahlem, Davenstedt en Badenstedt. Tot aan de gemeentelijke herindeling van 1974 was Ahlem een aparte gemeente en waren Davenstedt en de oude arbeiderskolonie Badenstedt (beide al sinds 1909) delen van de fabrieksstad Linden, die in 1920 aan de stad Hannover was toegevoegd (tegenwoordig stadsdistrict Linden-Limmer).
Per 31 december 2021 had het stadsdeel 33.992 inwoners, verdeeld onder Ahlem (11.167), Badenstedt (12.159) en Davenstedt (10.666).
Het stadsdistrict wordt bestuurd door een districtsraad (Bezirksrat) van 19 leden, die uit haar midden de burgemeester kiest. Deze raad wordt bij gemeenteraadsverkiezingen eenmaal per 5 jaar (o.a. in 2021 en 2016) rechtstreeks door de stemgerechtigde inwoners gekozen.

## Infrastructuur

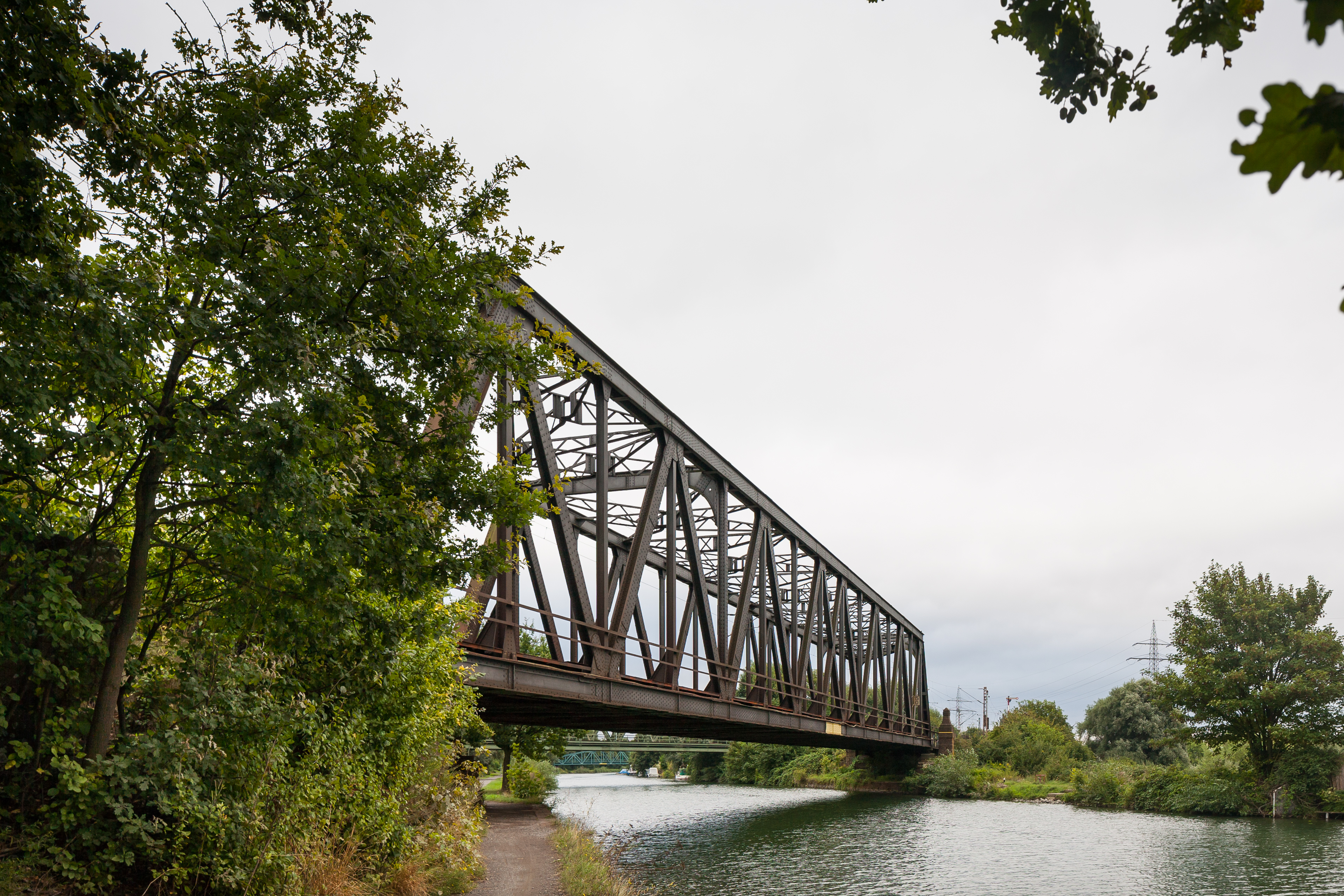
Spoorbrug bij Ahlem (met status bouwkundig monument) in de spoorlijn Wunstorf - Lehrte over het Stichkanal Hannover-Linden

Ahlem ligt aan de spoorlijn Wunstorf - Lehrte, die in Duitsland wordt aangeduid als Güterumgehungsbahn Hannover. Uit deze naam blijkt, dat dit een spoorlijn is, waarop alleen goederentreinen rijden. Verder doen de S-Bahn van Hannover (lightrail-treinen, lijn S1 en S2) en de Stadtbahn van Hannover (trams, lijnen 9 en 10) het gebied aan.
De belangrijkste verkeerswegen zijn de Bundesstraße 65 en de Bundesstraße 441.
Door Ahlem loopt het 11 kilometer lange Stichkanal Hannover-Linden, dat de belangrijke binnenhaven van Hannover-Linden, niet ver ten oosten van Ahlem, verbindt met het Mittellandkanaal, bij de stad Seelze.

## Geschiedenis

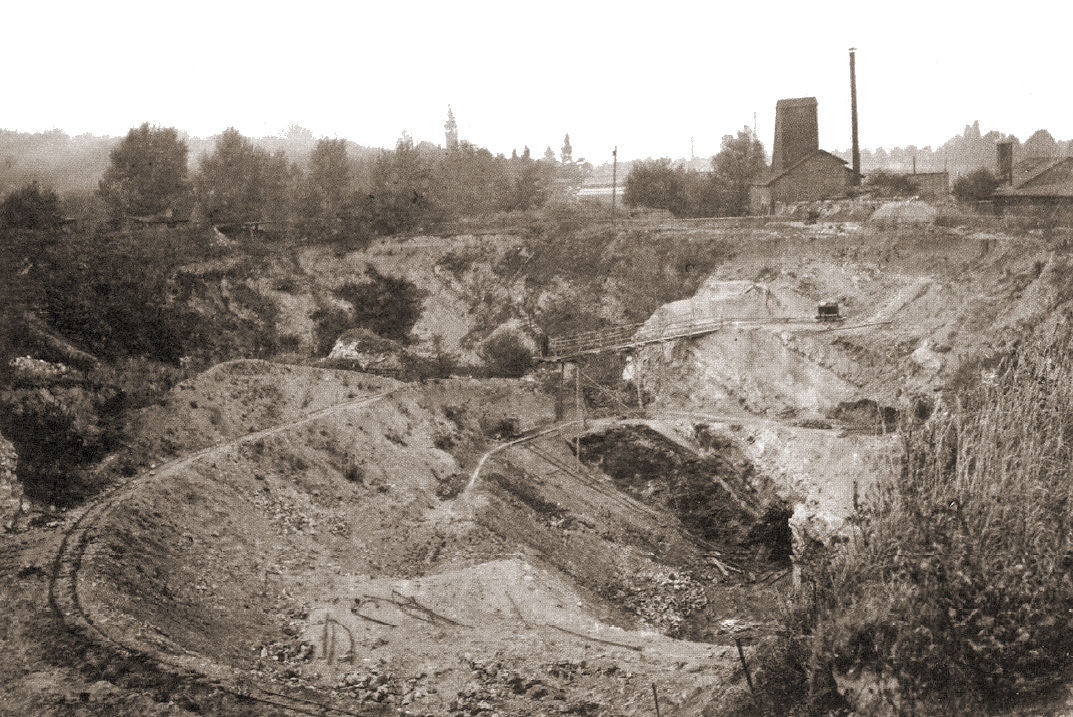
Asfaltmijn van Ahlem (1910)
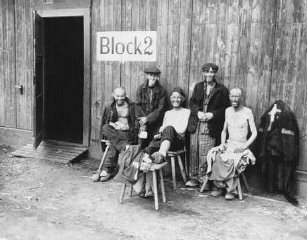
Uitgemergelde gevangenen van KZ Hannover-Ahlem kort na de bevrijding, april 1945
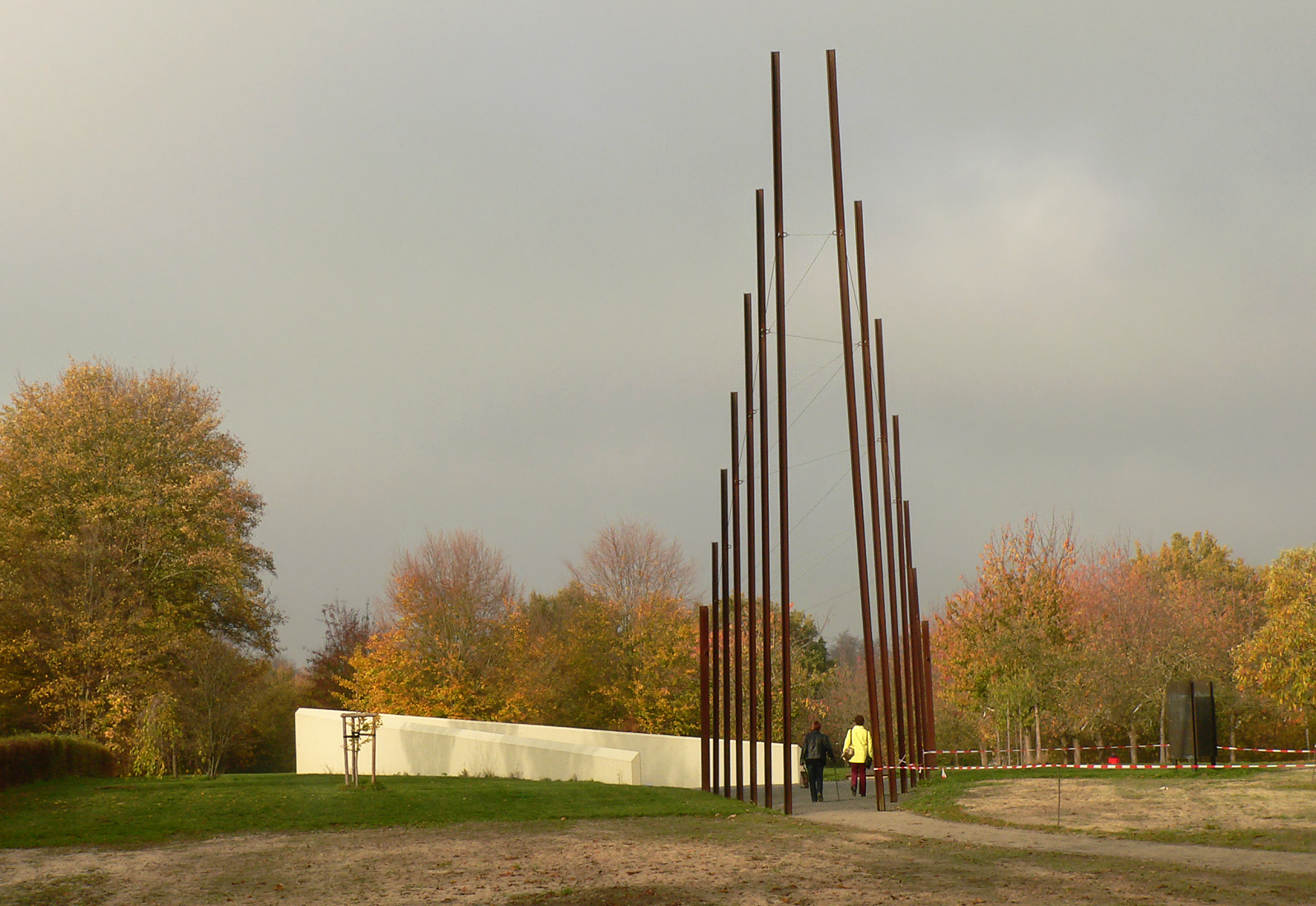
Monument op de gedenkplaats van dit voormalige concentratiekamp
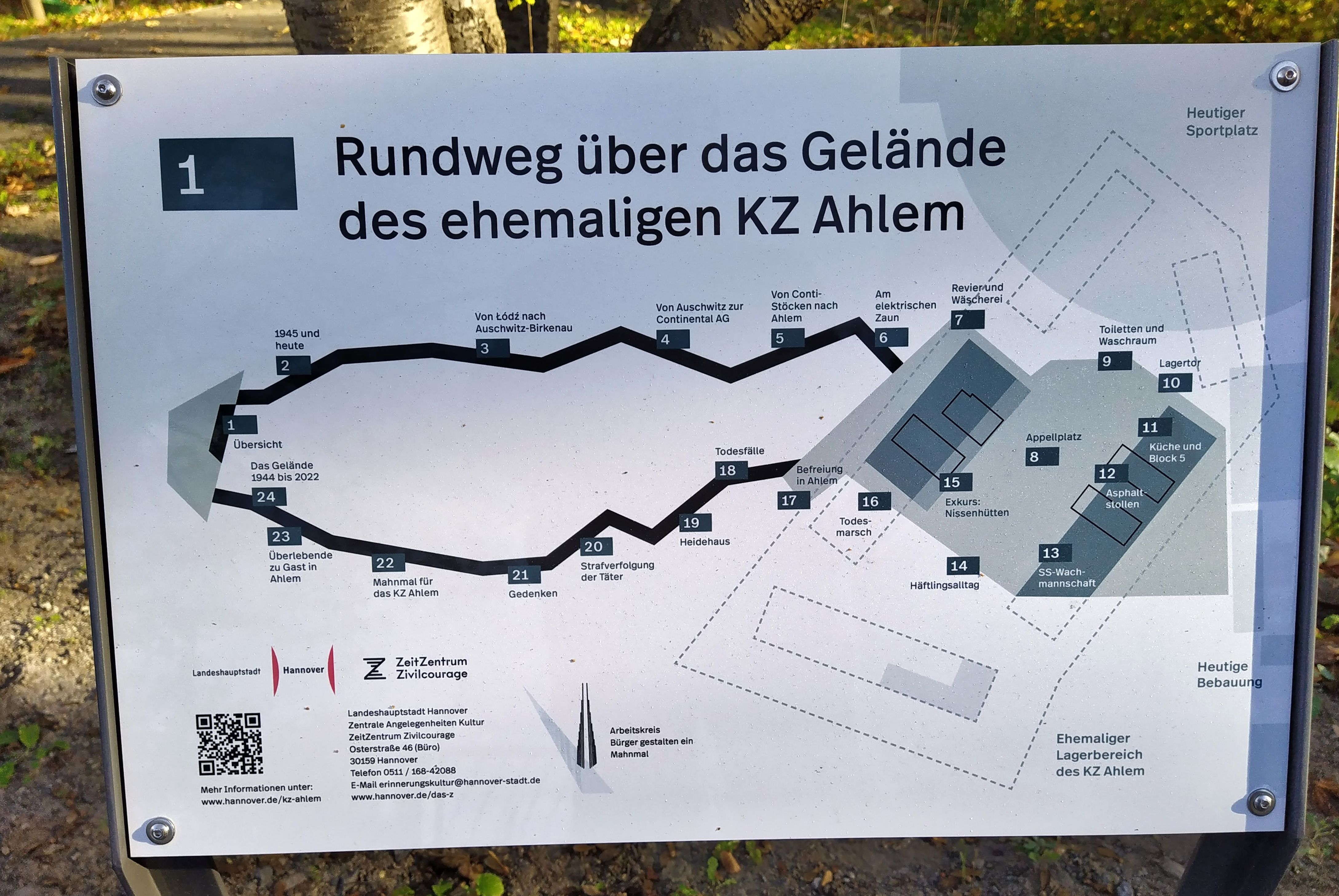
Informatiepaneel van dit voormalige concentratiekamp

Alle drie de plaatsen in dit stadsdeel ontstonden in de middeleeuwen als boerendorpen. Davenstedt en vooral Badenstedt, vanaf 1909 stadsdelen van de iets oostelijker gelegen, in 1885 stad geworden industrieplaats Linden, ontwikkelden zich als grote woondorpen met door wooncorporaties vanaf ca. 1900 gebouwde arbeiderswoningen. 
Van 1846 tot 1925 werd bij Ahlem asfalt gewonnen, zowel in dagbouw als in ondergrondse mijnschachten, uit asfalthoudend kalksteen. In het iets oostelijker gelegen Limmer werd deze delfstof industrieel tot asfalt voor o.a. de wegenbouw verwerkt.
Tijdens de Tweede Wereldoorlog, in de winter van 1944 - 1945, werd in de lege asfaltmijngangen van de Ahlemer mijn door de nazi's een tijdelijk concentratiekamp ingericht, dat van 30 november 1944 tot in april 1945 heeft bestaan. Het was de bedoeling, fabrieken naar deze ondergrondse locatie te verplaatsen, zodat de geallieerden de fabrieken niet vanuit de lucht konden bombarderen. Hieronder was een chemische fabriek van bandenproducent Continental AG. Dit Kamp Hannover-Ahlem, officiële benaming: KZ-Außenlager Hannover-Ahlem, was een buitencommando van concentratiekamp Neuengamme. De 1.500 gevangenen moesten hier onder erbarmelijke omstandigheden in bittere koude, met alleen handgereedschap, de mijngangen verder uithakken, om er deze fabrieken in te kunnen onderbrengen. De SS had de leiding over de kampbewakers. Kampcommandant was Otto Harder, een voormalig topvoetballer van Hamburger SV. Hij en zijn ondergeschikten behandelden de -overwegend joodse- gevangenen met onmenselijk sadisme. Mishandelingen en zelfs moorden kwamen regelmatig voor. Vele honderden gevangenen kwamen door dit alles om het leven. Tot de overlevenden van dit kamp behoorde de latere Amerikaanse computerfabrikant Jack Tramiel.
Na de oorlog werden de risico's van mijnschade door het instorten van voormalige mijngangen van de asfaltmijn laag ingeschat, en op de mijnen werden gewoon huizen gebouwd. In 2022 bleken echter toch boven oude, ingestorte schachten zinkgaten te zijn ontstaan. Persoonlijke ongevallen deden zich hierbij niet voor. Enige woningen te Ahlem zijn ontruimd; de schade werd in 2022 op 30 à 36 miljoen euro geschat.

## Bevolkingsontwikkeling

De grafiek toont de bevolkingsontwikkeling in het district Ahlem-Badenstedt-Davenstedt sinds 1 januari 2005.

## Bezienswaardigheden, recreatie, bijzondere gebouwen
In 1897 werd de uitspanning, met restaurant, Ahlemer Turm gebouwd. Het gebouw herbergt sinds 2007 een Thaise boeddhistische tempel van de richting  theravada.
In Badenstedt hebben uit Sri Lanka geïmmigreerde Tamils in 2017, na tien jaar bouwen, een hindoeïstische tempel voltooid, gewijd aan de godin Mariamman. De puja vindt er dagelijks om 18.00 uur plaats. De tempel heet officieel: Sri-Muthumariamman-Tempel Hannover en is één der grootste hindoetempels van de in Duitsland wonende Tamil-gemeenschap.
Rondom de uit 1790 daterende, lutherse St. Johanneskapel, in de oude dorpskern van Davenstedt staan nog enige schilderachtige, 18e- of 19e-eeuwse vakwerkhuisjes.
Markant is het grote, elf verdiepingen hoge, woonappartementencomplex te Davenstedt, dat de bijnaam Hangende tuinen van Babylon heeft. Het werd in 1973 gebouwd. Aan de westkant is het gebouw terrasvormig geconstrueerd, en enkele bewoners hebben hun terras van weelderige plantengroei voorzien.

## Afbeeldingen

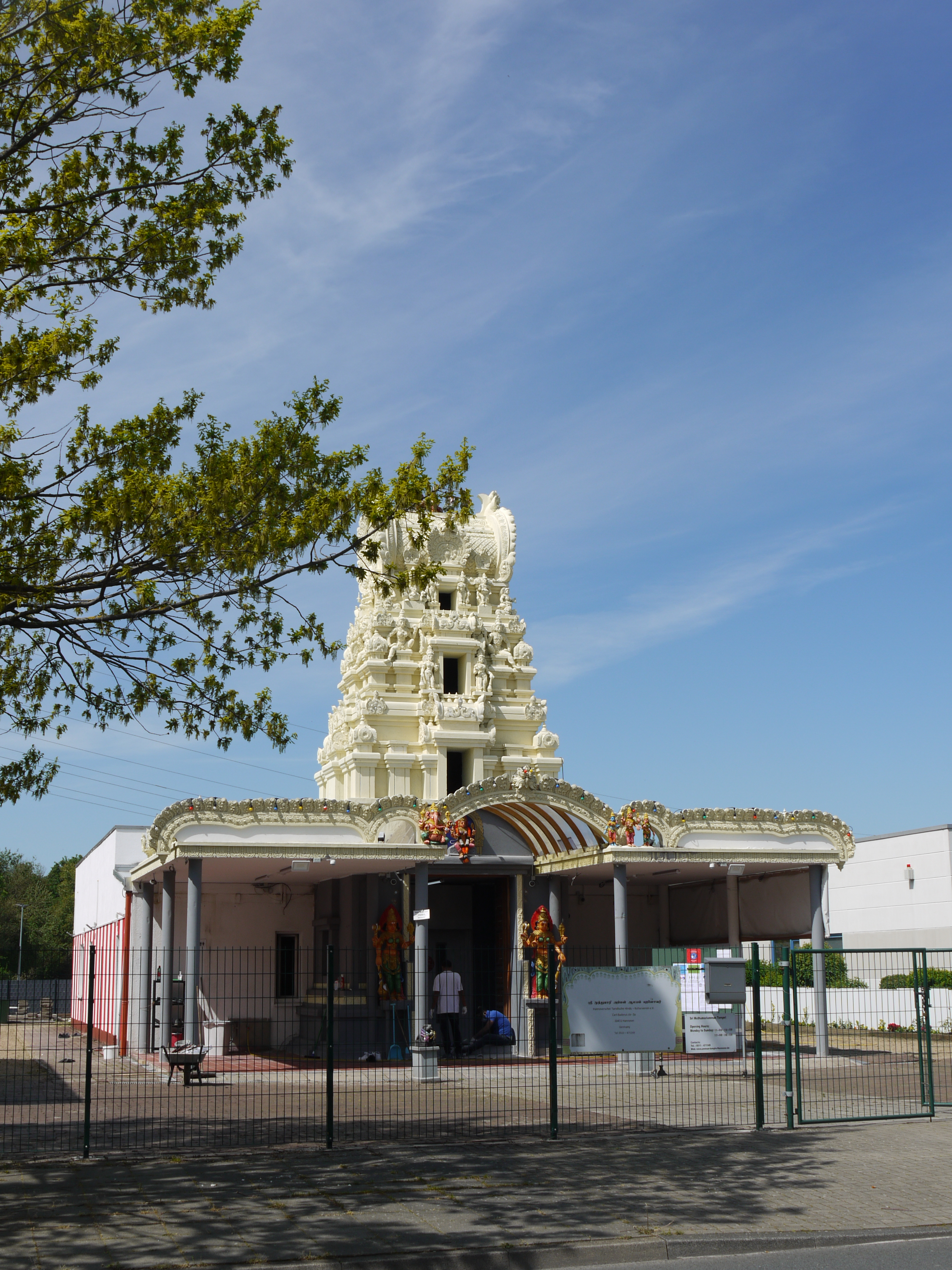
Sri Muthumariamman-tempel (2020)
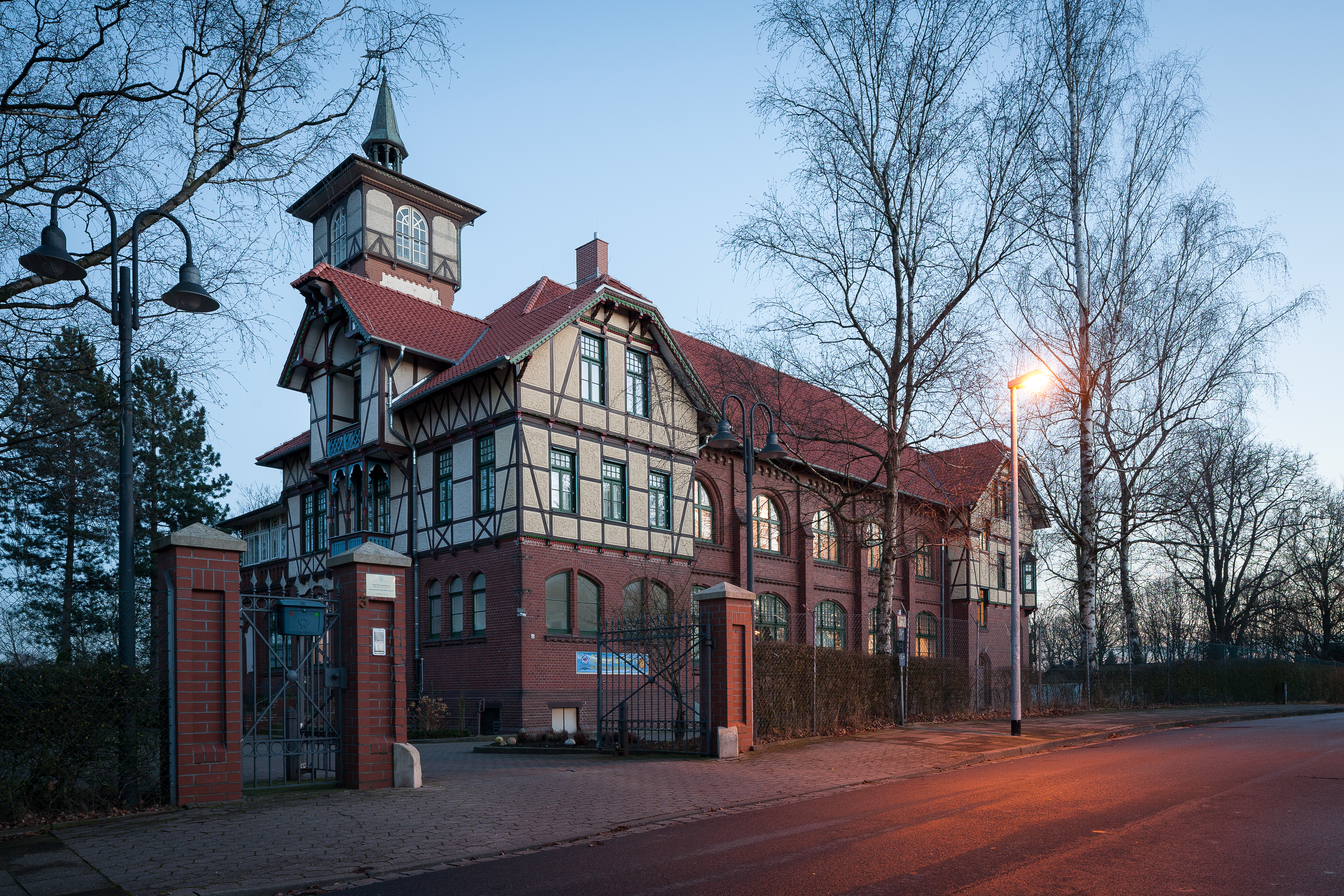
Ahlemer Turm
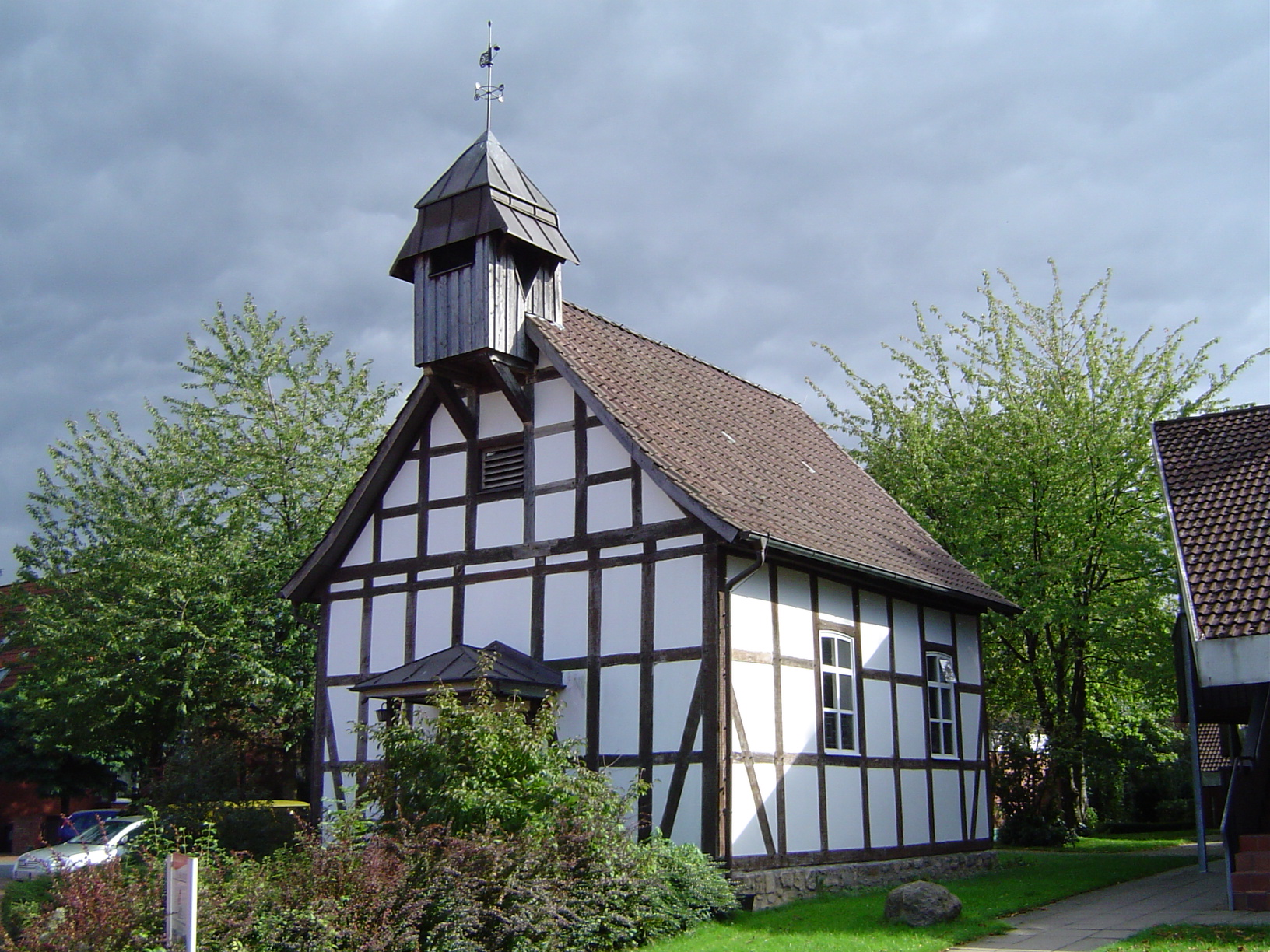
St. Johanneskapel, Davenstedt
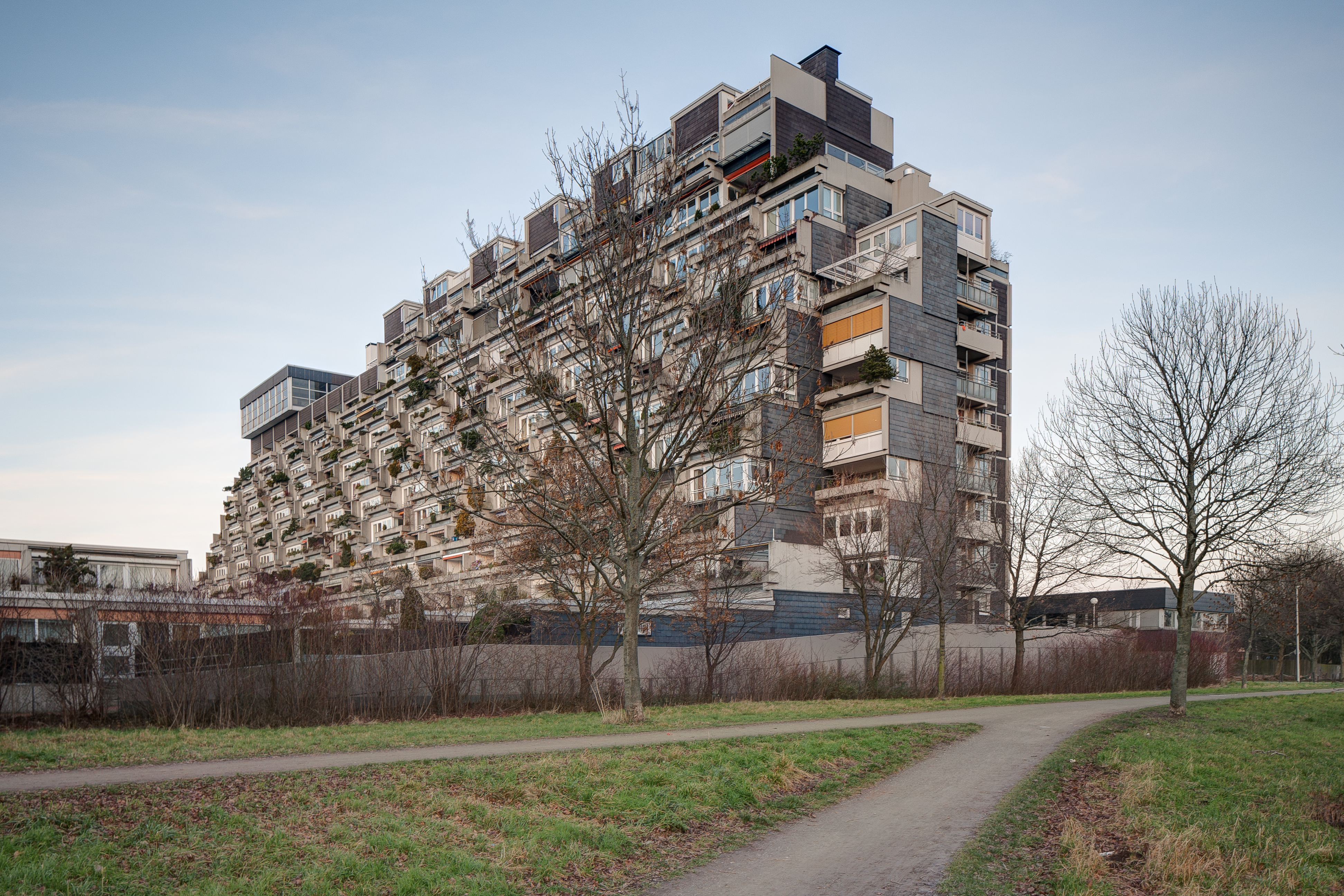
Terrassenflat te Davenstedt (1973; westzijde)

## Varia
Ahlem onderhoudt een jumelage met de in Frankrijk gelegen gemeente Petit-Couronne.